# Edna Purviance
Olga Edna Purviance (Paradise Valley, 1895. október 21. – Hollywood, 1958. január 11.) a némafilmes korszak amerikai színésznője. 
Charlie Chaplin számos korai filmjének főszereplője volt, és nyolc év alatt több mint 30 filmben szerepelt vele.
A Chaplin (1992) című filmben Penelope Ann Miller, a Madcap Mabel (2010) című filmben Katie Maguire alakította.